# Дзьо Сьодзі
Дзьо Сьодзі (яп. 城 彰二, нар. 17 червня 1975, Хоккайдо) — японський футболіст.

## Виступи за збірну
1995 року дебютував в офіційних матчах у складі національної збірної Японії. Відтоді провів у формі головної команди країни 35 матчі.

## Статистика виступів
| Збірна Японії | Збірна Японії | Збірна Японії |
| Роки          | Ігри          | голи          |
| ------------- | ------------- | ------------- |
| 1995          | 1             | 0             |
| 1996          | 3             | 0             |
| 1997          | 13            | 4             |
| 1998          | 10            | 1             |
| 1999          | 5             | 0             |
| 2000          | 2             | 2             |
| 2001          | 1             | 0             |
| Усього        | 35            | 7             |

## Титули і досягнення
- Клубні:
  - Володар Кубка Джей-ліги: 2001